# ريكوبا سودأمريكانا
كومينبول ريكوبا سودأمريكانا (بالبرتغالية: CONMEBOL Recopa Sul-Americana) أو كما تعرف باسم ريكوبا سودأمريكانا (بالبرتغالية: Recopa Sudamericana)(تلفظ بالإسبانية: ‎/reˈkopa/‏، Portuguese: [ʁɛˈkɔpɐ] ؛ «كأس الفائزين») هي مسابقة كرة قدم تلعب كل سنة بين بطل كوبا ليبرتادوريس منذ عام 1988 وبطل كوبا سودأمريكانا. إنها مباراة بين أبطال كأس ليبرتادوريس العام الماضي وكأس أمريكا الجنوبية، وتعد من أكبر بطولات الأندية في أمريكا الجنوبية، كما أنها تعادل كأس السوبر الأوروبية.
كان للمنافسة أشكال عديدة على مدار حياتها. في البداية، تنافس أبطال كوبا ليبرتادوريس وسوبركوبا ليبرتادوريس. في عام 1998، تم إيقاف إنتاج كأس ليبرتادوريس ودخلت ريكوبا في فجوة. تم التنازع على المنافسة إما بسلسلة ذات قدمين مستخدمة حاليًا أو مباراة واحدة في مكان محايد. إلى جانب البطولات المذكورة أعلاه، لدى النادي فرصة للفوز بثلاثية الكونميبول كل ذلك في عام أو موسم واحد. ومع ذلك، إذا فاز نفس الفريق بكأس ليبرتادوريس وكوبا سودامريكانا، فوفقًا للمادة 1.7 من لوائح كوبا ليبرتادوريس،  سيلعب وصيف كلتا المسابقتين مباراة واحدة أو اثنتين من أجل تحديد الفريق الذي سيلعب في ريكوبا.
وكان آخر بطل للمسابقة هو الأرجنتيني ديفينسا وجوستيسيا، بعد فوزه على بالميراس في نسخة 2021 . يعد نادي بوكا جونيورز الأرجنتيني أكثر الأندية نجاحًا في تاريخ الكأس، حيث فاز بالبطولة أربع مرات. حققت الأندية البرازيلية أكبر عدد من الانتصارات بأحد عشر انتصارًا بينما تمتلك البرازيل الفرق الفائزة الأكثر اختلافًا، حيث فازت ثمانية أندية باللقب. فاز بالكأس 17 فريقًا وفاز بها على التوالي أربعة أندية: ساو باولو، LDU كيتو، بوكا جونيورز وريفر بلايت دافعوا بنجاح عن اللقب في 1994 و2010 و2006 و2016 على التوالي.

## تاريخ
عندما تم إنشاء ريكوبا سودأمريكانا في عام 1988، أصبحت مسابقة كأس السوبر القارية الجديدة في أمريكا الجنوبية قابلة للتطبيق. أطلق الكونميبول على المنافسة الجديدة ريكوبا سودأمريكانا بعد انتهاء بطولة نوادي ريكوبا سودأمريكانا التي لعبت في عامي 1970 و 1971. لا ترتبط ريكوبا سودأمريكانا، المتنازع عليها بين الفائزين في بطولتين رئيسيتين للأندية في أمريكا الجنوبية، بالترتيب الزمني لـ ريكوبا سودأمريكانا، التي تم إنشاؤها في عام 1968 والتي تم التنافس عليها بين الفائزين السابقين في أمريكا الجنوبية بكأس الانتركونتيننتال، نوادي ريكوبا سودأمريكانا، المتنازع عليها بين الفائزين بالكؤوس من أمريكا الجنوبية. أقيمت النسخة الأولى في عام 1989 واستضافت نادي أوروجواي ناسيونال والأرجنتيني ريسينغ. لعب ناسيونال على مباراتين، وتمكن من الفوز باللقب بعد فوزه 4-1 بالنقاط. بسبب معضلات الجدول الزمني والقضايا السياسية، تم لعب نسخة 1990 في ميامي بين أتليتكو ناسيونال وبوكا جونيورز مع فوز الأخير 0-1. فاز أوليمبيا من باراجواي بسباق ريكوبا سوداميريكانا دون الحاجة إلى الخلاف في المباراة حيث فاز ديكانو بكأس ليبرتادوريس وسوبركوبا سود أميريكانا. أعلن اتحاد الكونميبول أن فريق أوليمبيا هو الفائز التلقائي في مسابقة عام 1991. 
في عام 1992، ومن 1994 إلى 1997، أقيمت المسابقة في اليابان. فاز كولو كولو من تشيلي على كروزيرو 5-4 بركلات الترجيح بعد التعادل 0-0 في نهائي 1992. البقاء وفيا لنغمة الانتصارات من باوليستا في الجيل الذهبي، ساو باولو فاز نهائيات كأس العالم عامي 1993 و 1994 ليصبح أول فريق للاحتفاظ باللقب. بسبب ازدحام الجدول الزمني، أقيمت نهائيات 1993 كجزء من الدوري البرازيلي الدرجة الأولى وأصبحت أيضًا أول من يضم فريقين من نفس الدولة. في نهائي نهائي برازيلي ثانٍ على التوالي، دافع ساو باولو عن الكأس بنجاح ضد بوتافوجو. منذ فوز ساو باولو بكأس ليبرتادوريس وسوبركوبا سود أميريكانا، تنازع بوتافوجو الفائز بكأس أمريكا الجنوبية على ريكوبا سوداميريكانا ليخسر 3-1 أمام حامل اللقب.
تمكنت الأرجنتين من محاكاة جيرانها الشماليين حيث كانت نسخة عام 1995 شأناً أرجنتينيًا بالكامل. تمكن إندبندينتي بقيادة خورخي بوروتشاجا من تكريس الفائزين بعد فوز كارلوس بيانكي الأسطوري فيليز سارزفيلد 1-0 في طوكيو. شارك إنديبندينتي في المباراة النهائية الثانية على التوالي فقط ليخسر اللقب أمام غريميو بورتو أليغرينزي بعد هزيمته 4-1. فاز فريق فيليز سارسفيلد بإصدار 1997 الذي خرج من دائرة الضوء الدولي بلقبه الأخير. بعد أن فشل في الفوز بالكأس عامي 1992 و 1993، فاز كروزيرو بشكل مريح بنسخة 1998 التي لعبت كجزء من كوبا ميركوسور. تم لعب هذه السلسلة النهائية بعد عامين من فوز الفرق المشاركة بالبطولات التأهيلية المقابلة.
في نهاية موسم 1998، أوقف الكونميبول بطولة ريكوبا سودأمريكانا. نتيجة لعدم وجود بطولة ثانوية مهمة، دخلت ريكوبا سودأمريكانا في فجوة من 1999 حتى 2002. ومع ذلك، أدى تقديم كوبا سودأمريكانا الجديد إلى تنشيط المنافسة مع فوز أوليمبيا بنهائي 2003 في لوس أنجلوس. لعب سينسيانو على ملعب محايد للعام الثاني على التوالي، وانتصر على بوكا جونيورز بركلات الترجيح ليفوز بلقبه الدولي الثاني. من عام 2005 فصاعدًا، سيتم لعب ريكوبا سوداميريكانا على أساس الذهاب والإياب.
في مباراة العودة لنهائي كوبا ليبرتادوريس 2004، انتقم بوكا جونيورز من تلك الهزيمة بفوزه على وانس كالداس 4-3 في مجموع المباراتين. بعد مرور عام، واجه بوكا جونيورز ساو باولو، الفائزين مرتين بالمسابقة، من أجل تحديد من سيصبح أول ثلاث مرات متتالية بطلاً. فاز زينايزيز 4-1 بالنقاط ودافع بنجاح عن اللقب، ليصبح أول فريق منذ تيلي سانتانا في ساو باولو يفوز عدة مرات متتالية. أصبح إنترناسيونال أول فريق برازيلي يرفع الكأس منذ تسع سنوات. شهدت مسابقة عام 2008 فوز بوكا جونيورز بلقبه الرابع ليصبح متصدرًا مشتركًا لمعظم الألقاب الدولية التي فاز بها نادٍ في آخر لحظة على الساحة الدولية. فاز فريق إل. دي. يو. كيتو بلقبه الدولي الثاني حيث تغلب على إنترناسيونال 6-0 بالنقاط و4-0 في مجموع الأهداف ليفوز بأول لقب له على الإطلاق. ثم دافع فريق إل. دي. يو. كيتو عن لقبه بنجاح في عام 2010 ضد إستوديانتيس دي لا بلاتا. أصبحوا الفريق الثالث الذي يدافع بنجاح عن اللقب.
تم لعب مباريات 2022 في ملعب التنين، بورتو، البرتغال بسبب قيود السفر الناجمة عن وباء كوفيد-19 في البرازيل.

## صيغة
على عكس معظم المسابقات الأخرى في جميع أنحاء العالم، لا تستخدم ريكوبا سودأمريكانا وقتًا إضافيًا، وهي فترة لعب إضافية محددة بموجب قواعد الرياضة لاتخاذ قرار باللعبة وتجنب إعلان المباراة التعادل أو التعادل، أو الأهداف الضائعة، طريقة لكسر الروابط في كرة القدم والرياضات الأخرى عندما تلعب الفرق بعضها البعض مرتين، مرة واحدة على أرض كل فريق، لتحديد التعادل الذي كان متساويًا في المجموع.
من عام 1988 إلى عام 1995، سيتم منح الفرق نقطتين للفوز ونقطة واحدة للتعادل وصفر نقطة للخسارة). من عام 1995 فصاعدًا، تم اعتماد معيار "النقاط الثلاث للفوز "، وهو نظام اعتمده الفيفا (FIFA) في عام 1995 ويضع قيمة إضافية على الانتصارات، في الكونميبول، حيث تكسب الفرق الآن 3 نقاط للفوز ونقطة واحدة للتعادل و 0 نقاط للخسارة. إذا كان كلا الفريقين متساويين في النقاط بعد مباراتين، فإن فارق الأهداف سيؤثر. تم استخدام ضربات الجزاء لتحديد الفائز إذا كانت المباراة متعادلة بفارق الأهداف.
نظرًا لأن المنافسة تقام في منتصف الشتاء، فهي محل نزاع بين أبطال مسابقات العام السابق المذكورة أعلاه. لهذا السبب، يحسب البعض سنة البطولة حسب سنة التأهيل وليس سنة البطولة نفسها. وهكذا، تنص الكونميبول على أن ناسيونال من أوروجواي فازت بأول ريكوبا لعام 1989، في حين أن مؤسسة إحصاءات وثيقة لرياضة كرة القدم (RSSSF) تشير إلى تلك البطولة باسم ريكوبا 1988.

## جوائز
يحتفظ الكونميبول بكأس ريكوبا سودأمريكانا في جميع الأوقات. يتم منح كأس طبق الأصل بالحجم الكامل للنادي الفائز. يتم تقديم ثلاثين ميدالية ذهبية للنادي الفائز وثلاثين ميدالية فضية للوصيف.
لم يمر كأس ريكوبا سوداميريكانا بالعديد من التغييرات في تاريخه. يتكون الكأس من جسم مطلي بالذهب مع قاعدة. يتكون الجسم من كرة أديداس تانغو، وهي عائلة ناجحة وعلامة تجارية لكرات القدم. تم تقديمه لأول مرة باسم تانجو دورلاست في عام 1978 لكأس العالم في الأرجنتين. يتم رفع الكرة بواسطة جسم أسطواني ذهبي له أربعة حواف رباعية تبرز من الجسم بزاوية 45 درجة عن بعضها البعض. يتم فصل قاعدة التمثال إلى جزأين؛ يتكون الجزء العلوي من قاعدة التمثال من شعار الكونميبول. يحتوي الجزء السفلي من القاعدة على شارة ذهبية أسفل شعار الكونميبول مطبوع عليها عبارة "RECOPA". إلى اليسار واليمين، يتم وضع شارات الفائزين السابقين.
الفريق الذي يفوز 3 مرات متتالية، يحصل على نسخة أصلية من الكأس وعلامة تقدير خاصة.

## كرة المباراة
كرة المباراة الحالية لـ ريكوبا سودأمريكانا، المصنعة من قبل نايكي، تسمى (بالإنجليزية: Total 90 Omni CSF).  إنها واحدة من الكرات العديدة التي أنتجها صانع المعدات الرياضية الأمريكية لكونميبول، لتحل محل ميركوريال فيلوسي هاي فيس في عام 2009. الكرة، التي وافقت عليها الفيفا وتزن حوالي 422 جرامًا، لها شكل كروي يسمح للكرة بالطيران بشكل أسرع وأبعد وأكثر دقة. وفقًا لـ Nike، فإن الدقة الهندسية للكرة توزع الضغط بالتساوي عبر الألواح وحول الكرة. تخزن طبقة البولي إيثيلين المضغوطة الطاقة من الصدمات وتحررها عند الإطلاق، وتعمل حجرة الهواء المكونة من 6 أجنحة من الكربون واللاتكس على تحسين التسارع. ميزة أخرى للكرة هي طبقتها المطاطية. تم تصميمه للسماح باستجابة أفضل مع الحفاظ على طاقة التأثير وإطلاقها في الانقلاب. تعمل مادة الدعم الخاصة بها من الرغوة الممتدة من النيتروجين المتصالب على تحسين احتفاظها ومتانة شكلها. نسيج دعم البوليستر يعزز الهيكل والاستقرار. يخلق الرسم غير المتماثل عالي التباين حول الكرة وميضًا مثاليًا حيث تدور الكرة للحصول على إشارة مرئية أكثر قوة، مما يسمح للاعب بتحديد الكرة وتتبعها بسهولة أكبر.

## الرعاة الرسميين

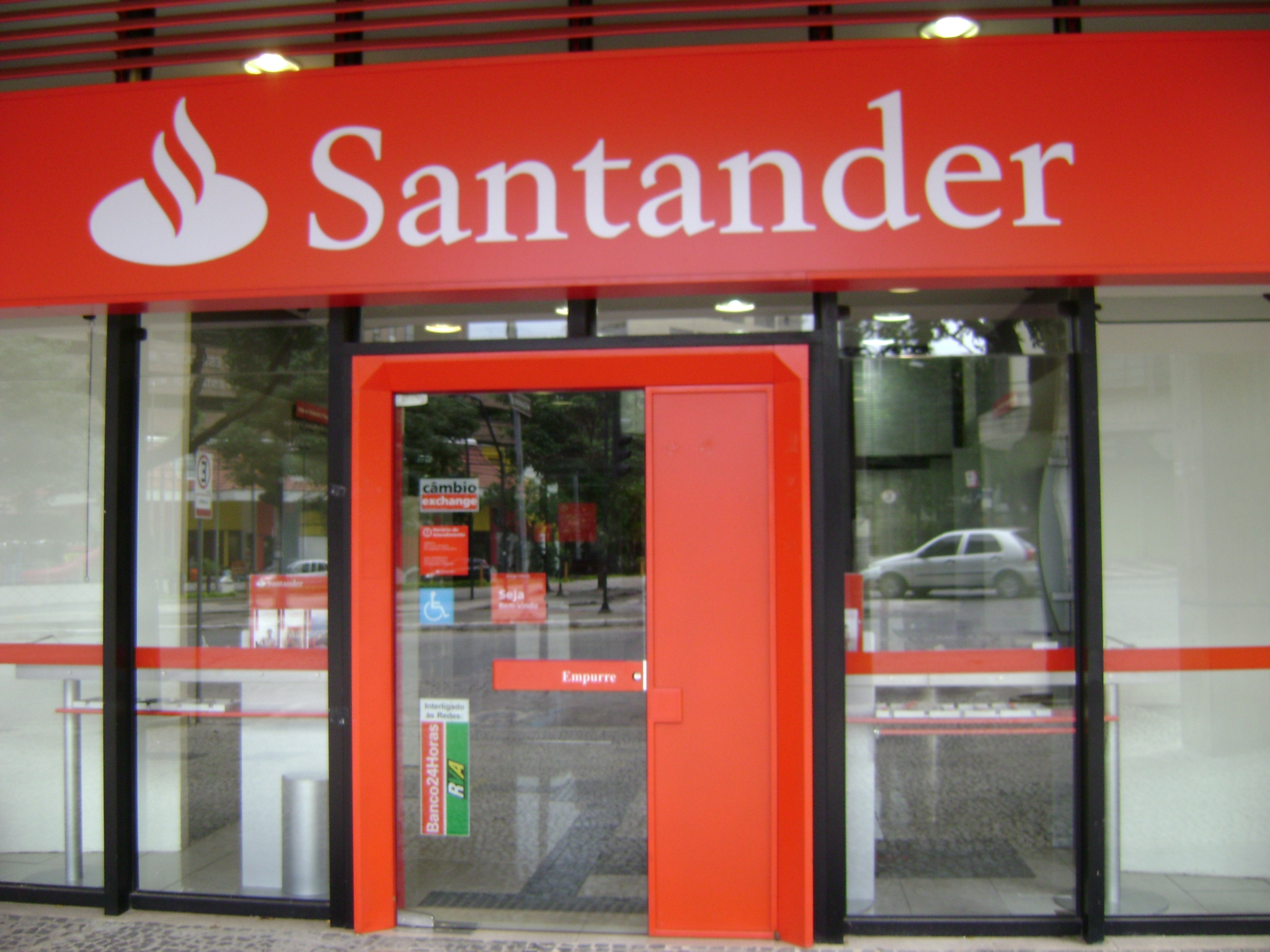
Banco Santander هو الراعي الأساسي لـ ريكوبا سودأمريكانا

مثل كأس العالم لكرة القدم، يتم رعاية ريكوبا سود أميريكانا من قبل مجموعة من الشركات متعددة الجنسيات. على عكس بطولة كرة القدم الأولى المذكورة أعلاه، تستخدم المسابقة راعيًا رئيسيًا واحدًا؛ تتم رعايته حاليًا بشكل أساسي من قبل مجموعة سانتاندير (بالإنجليزية: Banco Santander)، أحد أكبر البنوك في العالم. بدأت الصفقة التي استمرت لمدة ثلاث سنوات مع إصدار 2012. بصفتها الراعي الرئيسي للبطولة، ستحمل المسابقة اسم البنك. وهكذا، تُعرف المنافسة رسميًا باسم «كوبا سانتاندير ليبرتادوريس». كان الراعي الأساسي الأول للمسابقة هو فوكس سبورتس أمريكا اللاتينية، وهي شبكة تلفزيون كبلية أمريكية لاتينية تركز على البرامج ذات الصلة بالرياضة بما في ذلك البث المباشر والأحداث المسجلة مسبقًا والبرامج الحوارية الرياضية والبرامج الأصلية الأخرى. كانت الرعاية فقط لنسخة 2005 من المسابقة، والمعروفة رسميًا باسم «فوكس سبورتس ريكوبا سودأمريكانا». الراعي الأساسي الثاني كان فيزا، وهي شركة أمريكية للخدمات المالية متعددة الجنسيات. استمرت الصفقة لمدة 3 سنوات بدأت بإصدار 2006. بصفتها الراعي الرئيسي للبطولة، حملت المسابقة اسم الشركة. وهكذا، عُرِفت المسابقة رسميًا باسم «ريكوبا فيزا سوداميريكانا».
ومع ذلك، فقد كان للمسابقة العديد من الرعاة الثانويين الذين يستثمرون في البطولة أيضًا. العديد من هؤلاء الرعاة على أساس وطني لكنهم امتدوا إلى دول أخرى. تزود نايكي الكرة الرسمية للمباراة، كما تفعل في جميع مسابقات الكونميبول الأخرى. قد ترتدي الأندية الفردية قمصانًا عليها إعلانات، حتى إذا تعارض هؤلاء الرعاة مع رعاة ريكوبا سودأمريكانا.
الرعاة الثانويون الحاليون للبطولة والعلامات التجارية المعلن عنها (بخط مائل) هم:
| * فوكس سبورتس - - 'فوكس سبورتس أمريكا اللاتينية " - 'فوكس سبورتس برازيل " - «فوكس ديبورتس» - دياريو كرونيكا | * التأمين الجديد - بيين تي في - دايركت تي في - بولاكرين - رابيباغو - ريبوك - كوكا كولا - نوع من البيرة الأمريكية - البطاقة البرتقالية |

## لائحة الأبطال
| الفرق                | عدد الألقاب | الوصافة | سنوات التتويج          | سنوات الوصافة    |
| -------------------- | ----------- | ------- | ---------------------- | ---------------- |
| بوكا جونيورز         | 4           | 1       | 1990، 2005، 2006، 2008 | 2004             |
| ريفر بليت            | 3           | 2       | 2015، 2016، 2019       | 1997، 1998       |
| ساو باولو            | 2           | 2       | 1993، 1994             | 2006، 2013       |
| إنترناسيونال         | 2           | 1       | 2007، 2011             | 2009             |
| أوليمبيا             | 2           | 0       | 1991، 2003             | —                |
| ليغا دي كيتو         | 2           | 0       | 2009، 2010             | —                |
| غريميو               | 2           | 0       | 1996، 2018             | —                |
| إنديبندينتي          | 1           | 3       | 1995                   | 1996، 2011، 2018 |
| كروزيرو              | 1           | 2       | 1998                   | 1992، 1993       |
| فيليز سارسفيلد       | 1           | 1       | 1997                   | 1995             |
| أتليتيكو ناسيونال    | 1           | 1       | 2017                   | 1990             |
| ناسيونال             | 1           | 0       | 1989                   | —                |
| كولو كولو            | 1           | 0       | 1992                   | —                |
| سيينسيانو            | 1           | 0       | 2004                   | —                |
| سانتوس               | 1           | 0       | 2012                   | —                |
| كورينثيانز           | 1           | 0       | 2013                   | —                |
| أتليتيكو مينيرو      | 1           | 0       | 2014                   | —                |
| فلامنغو              | 1           | 0       | 2020                   | —                |
| ديفنسا خوستيكا       | 1           | 0       | 2021                   | —                |
| سان لورينزو          | 0           | 2       | —                      | 2003، 2015       |
| راسينغ               | 0           | 1       | —                      | 1989             |
| بوتافوغو             | 0           | 1       | —                      | 1993             |
| أونس كالداس          | 0           | 1       | —                      | 2004             |
| باتشوكا              | 0           | 1       | —                      | 2007             |
| أرسنال               | 0           | 1       | —                      | 2008             |
| إستوديانتيس          | 0           | 1       | —                      | 2010             |
| أونيفرسيداد دي تشيلي | 0           | 1       | —                      | 2012             |
| لانوس                | 0           | 1       | —                      | 2014             |
| سانتا في             | 0           | 1       | —                      | 2016             |
| شابيكوينسي           | 0           | 1       | —                      | 2017             |
| أتلتيكو باراناينسي   | 0           | 1       | —                      | 2019             |
| إنديبندينتي ديل فال  | 0           | 1       | —                      | 2020             |
| بالميراس             | 0           | 1       | —                      | 2021             |

## السجلات والإحصائيات
الأرجنتينيون ليوناردو بونزيو وسيباستيان باتاغليا ونيري كاردوزو ورودريجو بالاسيو وخيسوس داتولو وأوروغواي كاميلو مايادا وباراغواي كلاوديو موريل رودريغيز هم اللاعبون الوحيدون الذين فازوا بثلاث ميداليات فائزة في ريكوبا سودامريكانا. أفضل هداف في تاريخ ريكوبا سودامريكانا هو رودريجو بالاسيو، الذي سجل خمسة أهداف. ويأتي ليندرو دامياو في المركز الثاني برصيد 3 أهداف. رودريجو بالاسيو ولياندرو دامياو يحملان الرقم القياسي لأكبر عدد من الأهداف المسجلة في ريكوبا سوداميريكانا واحدة. تم تسجيل كل هدف من أهدافهم الثلاثة في نهائيات 2006 و 2010 على التوالي. كلاوديو موريل رودريغيز هو اللاعب الأكثر ظهورًا في المسابقة، 5 نسخ (فاز بثلاث نهائيات)، كلهم في بوكا جونيورز باستثناء 2003 (لعب لسان لورينزو). باراغواي خوليو سيزار كاسيريس والأرجنتيني خيسوس داتولو والبرازيلي أندريه هم اللاعبون الوحيدون الذين فازوا بلقب ريكوبا سوداميريكانا بفريقين. فاز كاسيريس في 2003 مع أوليمبيا و 2008 مع بوكا جونيورز، وفاز داتولو في 2006 و 2008 مع بوكا وفي 2014 مع أتلتيكو مينيرو، وفاز أندريه في 2012 مع سانتوس و 2014 مع أتلتيكو مينيرو.
الأرجنتيني مارسيلو جاياردو هو المدرب الوحيد الذي فاز بثلاثية ريكوبا سودأمريكانا. البرازيليون تيلي سانتانا وليفير كولبي والأوروجوياني لويس كوبيلا والأرجنتيني ألفيو باسيلي هم المدربون الوحيدون الذين فازوا مرتين في ريكوبا سودامريكانا. جميع المدربين الفائزين في ريكوبا سودامريكانا كانوا من مواطني البلد الذي دربوا فيه لتحقيق النصر باستثناء كوبيلا وميركو جوزيتش وخورخي فوساتي وإدغاردو باوزا. يحظى الكرواتي جوزيتش، الذي فاز بنسخة 1992 مع كولو كولو التشيلي، بامتياز وشرف كونه المدرب الوحيد من خارج أمريكا الجنوبية الذي فاز بالبطولة.